# Fläckig grouper
Fläckig grouper (Epinephelus analogus) är en art i familjen havsabborrfiskar som finns i östra Stilla havet längs mellersta Amerikas kust.

## Utseende
En långsträckt, kraftig fisk med svagt konvex, sluttande panna. Kroppen är rödbrun med mörkbruna fläckar och 5 svaga, sneda, mörka band. Som hos alla groupers är ryggfenan uppdelad i två delar; en frmre, hård med taggstrålar (10 hos denna art, den 3:e längst), och en bakre, mjukare med mjukstrålar (16 till 18 stycken). Även analfenan är uppdelad på liknande sätt, med 3 taggstrålar och 8 mjukstrålar. Bröstfenorna, som är tydligt längre än bukfenorna, består endast av mjukstrålar, mellan 19 och 20 till antalet. Som mest kan arten bli 104 cm lång och väga 22,3 kg.

## Vanor
Den fläckiga groupern lever främst kring rev, där den jagar fiskar och kräftdjur på sand- och klippbotten. Under vintern drar den sig ofta närmare land för att jaga Pleuroncodes planipes, en pelagisk krabbart.

## Betydelse för människan
Arten är föremål för sportfiske och ett mindre, lokalt fiske.

## Utbredning
Den fläckiga groupern  är vanligt förekommande från södra Kalifornien till Peru i östra Stilla havet.